# Pototan
Pototan ist eine Stadtgemeinde der ersten Klasse in der Provinz Iloilo, Philippinen.

## Baranggays
Pototan ist politisch in 50 Baranggays unterteilt.
| - Abangay - Amamaros - Bagacay - Barasan - Batuan - Bongco - Cahaguichican - Callan - Cansilayan - Casalsagan - Cato-ogan - Cau-ayan - Culob - Danao - Dapitan - Dawis - Dongsol | - Fundacion - Guinacas - Guibuangan - Igang - Intaluan - Iwa Ilaud - Iwa Ilaya - Jamabalud - Jebioc - Lay-Ahan - Primitivo Ledesma Ward (Pob.) - Lopez Jaena Ward (Pob.) - Lumbo - Macatol - Malusgod - Naslo - Nabitasan | - Naga - Nanga - Pajo - Palanguia - Fernando Parcon Ward (Pob.) - Pitogo - Polot-an - Purog - Rumbang - San Jose Ward (Pob.) - Sinuagan - Tuburan - Tumcon Ilaya - Tumcon Ilaud - Ubang - Zarrague |